# سخرية القدر (فلم)
سخرية القدر (بالروسية: Ирония судьбы, или С лёгким па́ром! ) فيلم سينيمائي للمخرج إلدار ريازانوف تم عرضه للمرة الأولى بتاريخ 1 يناير 1976. من أشهر الأفلام السوفيتية.

## وصلات خارجية
- مقالات تستعمل روابط فنية بلا صلة مع ويكي بيانات